# التهاب الأذن الوسطى
التهاب الأذن الوسطى (بالإنجليزية: otitis media)‏ هي التهاب الغشاء المخاطي الذي يبطن الأذن الوسطى وهذا الالتهاب يحدث عادة بالتزامن مع التهاب المجاري التنفسية العليا.

## الأعراض والعلامات
ألم الأذن هو العرض الرئيسي لهذا المرض. كما أن المريض قد يصاب بحمى، ضعف السمع أو فقدان التوازن. قد يعاني الرضّع من التهيج، قلة الأكل وكثرة البكاء. وفي الحالات المتقدمة، يعاني المريض من ألم في النتوء الحلمي نتيجة انتشار المرض إليه.

## أنواع التهاب الأذن الوسطى
1. التهاب الأذن الوسطى الحاد
2. التهاب الأذن الوسطى المزمن
3. التهاب الأذن الوسطى الإفرازي

## التهاب الأذن الوسطى الحاد
هو أكثر الامراض شيوعا في الأطفال خاصة في أول ستة سنوات من العمر، بعدها يقل ويكون نادر الحصول في الكبار.

### الأسباب
- إصابة المجاري التنفسية العليا بفيروس.
- ثقب في طبلة الاذن.
- انتقال المسبب في الدم مثل الحصة وتسمم الدم والتايفاس.

الغشاء المخاطي للأذن الوسطى يتورم بشدة، فتنشل حركة الشعيرات الصغيرة في خلايا الغشاء المخاطي وتمتلئ الاذن الوسطى بسائل الافرازات. فيشعر الطفل بطقطقة في أذنه بألم شديد في أذنه وتتورم وتحمر طبلة الاذن. يكون الطفل مريضا وفيه حمى قد تصل إلى 40 درجة مئوية. الأطفال الصغار الذين لا يستطيعون الشكوى، يمسكون بالاذن.
كثيرا ما تنفجر طبلة الاذن فتخرج الافرازات والاوساخ من الاذن الوسطى فيقل الالم والمرض. قد تستمر الاوساخ تخرج لعدة أيام ويتحسن السمع في خلال 4- 6 اسابيع.

### التشخيص
يكون الطفل مريضا متعبا مع حمى، التهاب المجاري التنفسية العليا، مع ألم الأذن.
ممر الأذن الخارجية كثيرا ما يكون متورما، مما يجعل التشخيص صعبا لان الطبيب لن يستطيع ان يرى طبلة الأذن، وإذا كانت هناك اوساخ في الأذن الخارجية فمن الصعب أحيانا التمييز بين التهاب الأذن الوسطى والتهاب الأذن الخارجية.

## العلاج
- مهدئات الالم في الأذن كذلك عن طريق الفم (باراسيتول).
- مسكنات الالم قوية في حاله عدم الاستجابة للبارسيتامول مثل ايبوبروفين
- من الممكن استخاد الادوية التي تعمل على التقليل من الدوار والدوخة وطنين الاذن
- ممكن ان تساعد قطرات الانف في تقليل التهاب الاغشية المخاطية في المجاري التنفسية العليا.
- المضادات الحيوية تقلل احتمال حصول مضاعفات وتسرع في الشفاء، وتعطى عن طريق الفم.
- إذا كانت طبلة الأذن متورمة جدا ممكن عمل فتحة بها.
- في حالة تكرر المرض ممكن إزالة الغدد اللمفية في البلعوم الانفي.

### المضاعفات
تحدث خاصة إذا كان المريض في حالة سوء تغذية أو نقص في المناعة
المضاعفات هي: تكون التهاب مزمن في الاذن الوسطى، التهاب النتوء الحلمي خلف الأذن الوسطى، شلل العصب القحفي السابع (العصب الوجهي)، التهاب الأذن الداخلية، ومضاعفات داخل الجمجمة.
التهاب النتوء الحلمي خلف الأذن الوسطى (mastoiditis): ممكن ان ينتقل الالتهاب إلى التجاويف المملوءة بالهواء التي في العظم الحلمي بحيث تنسد. بعدها يموت جزء منه. نرى تورم خلف الاذن يدفع صوان الاذن الخارجية إلى الامام والأسفل. فحص الاذن يرينا تورم في ممر الاذن الخارجية من الخلف. ممكن ان ينفجر الصديد إلى أماكن متعددة، عادة خلف الاذن، أو فوق الاذن، على الجهة الحانيبة من العظم فيسمى ذلك ب retro auricular abscess.
تزداد كريات الدم البيضاء، حمى مرتفعة، والألم شديد، ألم عند الضغط على العظم خلف الأذن. ممكن عمل أشعة لرؤية التهاب العظم الحلمي.

### العلاج
عمل فتحة لخروج الصديد وإعطاء مضادات حيوية واسعة الفعالية.

## التهاب الأذن الوسطى المزمن
```
(وقد تتكون هنا كتلة تخرج من طبلة الاذن تسمى غلط
```

### الأطفال أكثر عرضة
تكون في الأطفال أكثر من البالغين لأن قناة استاكيوس تكون في الأطفال أقصر وأوسع وكذلك هي تنفتح في مكان اسفل في البلعوم مما هو في البالغين. جهاز المناعة في الأطفال ما يزال ليس ناضجا مما يجعل حصول التهاب المجاري التنفسية العليا أكثر في الأطفال مع العلم ان الاذن الوسطى وقناة اوستاكي تعتبران جزء من المجاري التنفسية العليا مثل الجيوب الانفية.
ممكن ان ينتقل الالتهاب من: الانف أو من الغدد اللمفية التي تقع خلف الانف إلى الاذن الوسطى.

### العوامل المساعدة
- نوع البكتيريا والفيروسات التي في البلعوم وكميتها.
- عمل الأغشية المخاطية.
- في متلازمة داون يكون الالتهاب أكثر شدة من بقية الأطفال، كذلك المتلازمات الأخرى التي تسبب ضمور في العضلات.
- التدخين سواء من المريض نفسه أو من معه.
- العدوى من مصاب.
- وقت الشتاء.

الرضاعة الطبيعية تقلل فرصة اصابة الطفل بالعدوى.

## التهاب الأذن الوسطى مع تجمع سائل
خاصة في أول سنوات العمر وتقل بعد السنة الثالثة من العمر (حوالي ثلاثة أرباع الأطفال) ويشفى عادة من نفسه خلال ثلاثة إلى ستة أشهر. يصيب الأولاد أكثر من البنات. يحصل خاصة في فصل الشتاء.
الأطفال الصغار يحصل لديهم ضعف في السمع بسبب هذا من نوع ضعف السمع بسبب قلة توصيل الصوت إلى الأذن الداخلية، فيقل السمع بنسبة 10 - 40 dB بمعدل 30 dB.
شكل طبلة الأذن يكون حسب طبيعة السائل الذي تجمع فيها: حليبي اللون أو فضي ومعه أوعية دموية منتفخة، أصفر، أصفر بني - بلون الزيت، إلى أحيانا ازرق اللون.
أحيانا نرى فقاعات هواء في الأذن الوسطى.
تتكرر الحالة في ثلث الأطفال المصابين.
ممكن ان تصيب الأطفال الأكبر سنا أو حتى الكبار بعد أن يحصل لديهم زكام أو ذهابهم لمكان فيه اختلاف في ضغط الهواء مثل الطائرة.

### السبب
يعتقد انه التهاب في الأذن الوسطى يكون خفيف الاعراض ويحدث مع التهاب المجاري التنفسية العليا أو من الغدد اللمفية. وأيضًا عدم تنظيف الأذن له دور كبير في التهاب الأذن.

### العلاج
هو مرض يمكن ان يشفى من تلقاء نفسه بلا علاج.
مع ذلك يعطى الطفل قطرات للانف
يعاد فحص الأذن بعد أربعة أشهر فاذا كان السائل ما زال موجودا فيمكن ان تزال الغدد اللمفية الموجودة في البلعوم الأنفي ويوضع أنبوب صغير جدا في طبلة الأذن كي يسمح للسائل بالخروج من الأذن الوسطى.
يمكن إعطاء المضادات الحيوية لفترة قصيرة لكن لا ينصح بإعطائها لفترة طويلة.